# François Villeroi
François Villeroi, né le 13 juillet 1771 à Tours et mort le 3 mars 1831 à Nantes, est un typographe et poète français actif à Nantes du début du XIXe siècle.

## Biographie
François-Charles-Louis Villeroi naît à Tours le 13 juillet 1771. Il est le fils d'un dessinateur, Jean-François Villeroi. 
En 1793, il travaille comme compositeur dans l'imprimerie de Norbert Lhéritier et Charles-Auguste Vauquet. Il épouse Anne-Sophie Guillot, avec laquelle il a un fils, Brutus de Villeroi, et deux filles, Victorine et Augustine. 
Après la fermeture de l'imprimerie tourangelle où il travaille, Villeroi se rend à Nantes, où il est exerce en 1809. 
Il travaille d'abord comme prote chez l'imprimeur Marcelin-Aimé Brun, auquel il adresse plusieurs poèmes, puis chez Lamorée-Forest. 
Probablement alcoolique, il meurt dans l'indigence le 3 mars 1831 à Nantes.

## Œuvre
Proche de son confrère Jean-Marc Baudin, François Villeroi rédige comme lui des poésies et des chansons. Si la plupart restent à l'état de manuscrit, certaines paraissent dans le Journal de Nantes. Il est aussi l'auteur des Plaisirs de la ville en bois, long poème imprimé par l'imagier Mouillé.
Un certain nombre de ses œuvres, notamment celles relatives à l'imprimerie nantaise, sont réunies dans un manuscrit sous le titre La Muse typographique. 